# Marquesado de Villasinda
El marquesado de Villasinda es un título nobiliario español, de Castilla. Fue concesión del rey Carlos II, con el vizcondado previo de Alcuetas y por real decreto de 13 de febrero de 1690, en favor de Francisco Antonio de Álamos y Quiñones, Osorio y Bono, señor de Villasinda de los Caballeros, de la villa y castillo de Alcuetas y de las dehesas de Perales y Santibáñez: todo en la comarca leonesa de los Oteros, y del lugar de Migalbín en la actual provincia de Ávila, caballero de la Orden de Santiago y regidor perpetuo de la ciudad de León, que fue su embajador en Venecia y capitán general del Reino y Costa de Granada.
Pero el real despacho que hacía efectiva la creación del título no fue expedido hasta diez años después, habiendo ya fallecido el concesionario. Lo firmó el citado rey, último de la Casa de Austria, solo cuatro días antes de su muerte: el 28 de octubre de 1700. E iba  librado a favor de José Antonio de Álamos Quiñones Osorio Atienza y de la Serna, su gentilhombre de boca, hijo y sucesor del concesionario del decreto y poseedor de los mismos estados y regimiento, que fue por tanto el primer poseedor legal de la dignidad.
La denominación alude a la villa de Villasinda de los Caballeros, que era de señorío del concesionario.

## Marqueses de Villasinda
|                        | Titular                                             | Periodo                |
| Creación por Carlos II | Creación por Carlos II                              | Creación por Carlos II |
| ---------------------- | --------------------------------------------------- | ---------------------- |
| I                      | Francisco Antonio de Álamos y Quiñones              | 1690                   |
| I                      | José Antonio de Álamos y de la Serna                | 1700                   |
| II                     | Eugenia Francisca de Álamos y Miranda               |                        |
| III                    | María del Carmen de Quiñones y Álamos               |                        |
| IV                     | Petra de Quiñones y Álamos                          | 1752-1797              |
| V                      | María Dominga Remírez de Baquedano y Quiñones       | 1797-1848              |
| VI                     | Ángel de Saavedra y Remírez de Baquedano            | 1850-1865              |
| VII                    | Enrique Ramírez de Saavedra y Cueto                 | 1865-1898              |
| VIII                   | María de la Clemencia Ramírez de Saavedra y Alfonso | 1898-1946              |
| IX                     | Luis Enrique Valera y Muguiro                       | 1950-2022              |
| X                      | Alfonso Valera Martos                               | 2022-actual titular    |

## Historia de los marqueses de Villasinda
- Francisco Antonio de Álamos Quiñones, Osorio Bono, Señor de Villasinda de los Caballeros y caballero de la Orden de Santiago. I marqués de Villasinda

Contrajo matrimonio en dos ocasiones. Casó en primeras nupcias con María Josefa Serna y Vozmediano y en segundas con Manuela de Berrío y Colmenares. Le sucedió de su primer matrimonio:
- José Antonio Álamos y Serna, I marqués de Villasinda.[5]

Contrajo matrimonio con Manuela de Miranda y Gaztelú. Le sucedió su hija:
- Eugenia Francisca Álamos y Miranda, II marquesa de Villasinda y V condesa de Sevilla La Nueva.

Contrajo matrimonio con José Anselmo Vigil de Quiñones. Le sucedió su hija:
- María del Carmen de Quiñones y Álamos, III marquesa de Villasinda.

Contrajo matrimonio con Francisco Javier del Águila y Ramírez de Arellano. Le sucedió su hermana:
- Petra de Quiñones y Álamos (Valladolid, 29 de junio de 1729-Guadalajara, 18 de diciembre de 1797) IV marquesa de Villasinda[6] y VI condesa de Sevilla La Nueva.

Contrajo matrimonio en Medina de Ríoseco el 24 de junio de 1745 con Juan Antonio Remírez de Baquedano y Zúñiga, IV marqués de Andía y IV marqués de la Rivera. Le sucedió su hijo:
- María Dominga Remírez de Baquedano y Quiñones (bautizada en Madrid el 25 de mayo de 1763-8 de marzo de 1848[7])  V marquesa de Villasinda; V marquesa de Andía, X marquesa de Auñón, VI marquesa de la Rivera y VIII condesa de Sevilla La Nueva.

Contrajo matrimonio en Madrid el 29 de mayo de 1782 con Juan Martín Pérez de Saavedra y Saavedra, VII marqués de Rivas y I duque de Rivas.
- Ángel de Saavedra y Remírez de Baquedano (Córdoba 10 de marzo de 1790-Madrid 10 de junio de 1885) VI marqués de Villasinda,[8] II duque de Rivas y VI marqués de Andía.

Contrajo matrimonio el 5 de mayo de 1825 con Encarnación Cueto y Ortega. Sucedió su hijo:
- Enrique Ramírez de Saavedra y Cueto (13 de septiembre de 1828-7 de noviembre de 1914) VII marqués de Villasinda, VII marqués de Andía, IV duque de Rivas, VIII marqués de Bogaraya y marqués de Auñón.

Contrajo matrimonio el 10 de agosto de 1864 con Celina Alfonso y Aldama. Le sucedió su nieta:
- María de la Clemencia Ramírez de Saavedra y Alfonso (París, 21 de enero de 1874-Madrid el 29 de mayo de 1946) VIII marquesa de Villasinda; IX marquesa de Bogaraya. Sucedió su nieto.

Contrajo matrimonio en Madrid el 16 de mayo de 1898 con Luis Valera y Delavat, hijo de Juan Valera y Alcalá Galiano y de María de los Dolores Delavat y Arcos.
- Luis Enrique Valera y Muguiro (Madrid, 26 de diciembre de 1932-Madrid, 17 de febrero de 2022[9]) IX marqués de Villasinda,[10] y XV marqués de Auñón.

Contrajo matrimonio con María del Carmen Martos y Azlor de Aragón, hija de Alonso Martos y Zabalburú, VII marqués de Casa Tilly y de María del Carmen Azlor de Aragón y Guillamas, VIII duquesa de Granada de Ega y VI marquesa de Santiago de Oropesa. Sucedió su hijo:
- Alfonso Valera Martos, X marqués de Villasinda.[11]